# Substance persistante, bioaccumulable et toxique
Une substance persistante, bioaccumulable et toxique (substance PBT) est une substance chimique qui présente des risques de persistance, de bioaccumulation et de toxicité,. Par exemple, les éléments-traces métalliques (comme le mercure) et les polluants organiques persistants (POPs) sont des substances PBT.

## Indice PBT
Le Conseil du comté de Stockholm et la corporation nationale des pharmacies suédoises (sv), a établi une liste des médicaments avec leur indice de Persistance, Bioaccumulation et Toxicité (Indice PBTou Hazard score) à partir des données fournies par les dossiers d’AMM, les tests de laboratoire et des industriels.